# تی وی تو
تی وی ایکی (ترکی استانبولی : Teve2 ) یک کانال سرگرمی ترکی متعلق به گروه دمیرورن ( DemirÖren Grup )است.